# Principauté de Ratzebourg
La principauté de Ratzebourg (en allemand : Fürstentum Ratzeburg) est un ancien État du Saint-Empire romain germanique qui relevait du cercle impérial de Basse-Saxe.

## Histoire
À la paix de Westphalie, le traité d'Osnabrück sécularise l'évêché de Ratzebourg (en) et le cède à Adolphe-Frédéric, duc de Mecklembourg.
En 1701, par le traité de Hambourg (en), la principauté est cédée à Adolphe-Frédéric II, premier duc de Mecklembourg-Strelitz.

## Territoire
La principauté comprenait Bäk, Bardowiek, Bechelsdorf, Blüssen, Boitin-Resdorf, Campow, Carlow, Cronscamp, Demern, Dodow, Domhof Ratzeburg (de), Duvennest, Falkenhagen, Grieben, Groß Bünsdorf, Groß Mist, Groß Molzahn, Groß Rünz, Groß Siemz, Hammer, Herrnburg, Horst et Neu Horst, Klein Bünsdorf, Klein Mist, Klein Molzahn, Klein Rünz, Klein Siemz, Kleinfeld, Klocksdorf, Kuhlrade, Lankow, Lauen, Lindow, Lockwisch, Lübseerhagen, Lüdersdorf, Malzow, Mannhagen, Mechow, Menzendorf, Neschow, Neuhof, Niendorf, Ollndorf, Palingen, Panten, Papenhusen, Petersberg, Pogez, Rabensdorf, Raddingsdorf, Retelsdorf, Rieps, Rodenberg, Römnitz, Rottensdorf, Rupensdorf, Rüschenbeck, Sabow, Samkow, Schaddingsdorf, Schlagresdorf, Schlagbrügge, Schlagsdorf, Schönberg, Schönberg, Schwanbeck, Selmsdorf, Stove, Sülsdorf, Teschow, Thandorf, Torisdorf, Törpt, Wahlsdorf, Wahrsow, Walksfelde, Wendorf, Zarnewenz et Ziethen.

## Source
- Cet article est partiellement ou en totalité issu de l'article intitulé « Ratzebourg (principauté) » (voir la liste des auteurs).